# Sapayoidae
Sapayoidae is een familie met één geslacht en één soort: de breedbekmanakin (Sapayoa aenigma). De familie behoort niet tot de eigenlijke zangvogels maar tot de zogenaamde schreeuwvogels of suboscines. Deze soort komt voor in de Nieuwe Wereld in het oosten van Panama  tot het noordwesten van Ecuador maar vertoont meer verwantschap met de schreeuwvogels uit de Oude Wereld dan met de families uit de Noord- en Zuid-Amerika.
De familie behoort tot de clade Eurylaimides. Op grond van DNA-onderzoek gepubliceerd in 2016 zou de stamboom er als volgt uitzien.
|  | Philepittidae (Asities)                 |
|  |                                         |
|  | Eurylaimidae (Breedbekken en hapvogels) |
|  |                                         |

| Calyptomenidae | \| \| Smithornis (Afrikaanse breedbekken) \| \| \| \| \| \| Calyptomena (Aziatische groene breedbekken) \| \| \| \| |
|                | \| \| Smithornis (Afrikaanse breedbekken) \| \| \| \| \| \| Calyptomena (Aziatische groene breedbekken) \| \| \| \| |
|                | Pittidae (Pitta's)                                                                                                  |
|                | |
|                | Smithornis (Afrikaanse breedbekken)                                                                                 |
|                | |
|                | Calyptomena (Aziatische groene breedbekken)                                                                         |
|                | |

|  | Smithornis (Afrikaanse breedbekken)         |
|  |                                             |
|  | Calyptomena (Aziatische groene breedbekken) |
|  |                                             |

|  | Philepittidae (Asities)                 |
|  |                                         |
|  | Eurylaimidae (Breedbekken en hapvogels) |
|  |                                         |

| Calyptomenidae | \| \| Smithornis (Afrikaanse breedbekken) \| \| \| \| \| \| Calyptomena (Aziatische groene breedbekken) \| \| \| \| |
|                | \| \| Smithornis (Afrikaanse breedbekken) \| \| \| \| \| \| Calyptomena (Aziatische groene breedbekken) \| \| \| \| |
|                | Pittidae (Pitta's)                                                                                                  |
|                | |
|                | Smithornis (Afrikaanse breedbekken)                                                                                 |
|                | |
|                | Calyptomena (Aziatische groene breedbekken)                                                                         |
|                | |

|  | Smithornis (Afrikaanse breedbekken)         |
|  |                                             |
|  | Calyptomena (Aziatische groene breedbekken) |
|  |                                             |

|  | Philepittidae (Asities)                 |
|  |                                         |
|  | Eurylaimidae (Breedbekken en hapvogels) |
|  |                                         |

| Calyptomenidae | \| \| Smithornis (Afrikaanse breedbekken) \| \| \| \| \| \| Calyptomena (Aziatische groene breedbekken) \| \| \| \| |
|                | \| \| Smithornis (Afrikaanse breedbekken) \| \| \| \| \| \| Calyptomena (Aziatische groene breedbekken) \| \| \| \| |
|                | Pittidae (Pitta's)                                                                                                  |
|                | |
|                | Smithornis (Afrikaanse breedbekken)                                                                                 |
|                | |
|                | Calyptomena (Aziatische groene breedbekken)                                                                         |
|                | |

|  | Smithornis (Afrikaanse breedbekken)         |
|  |                                             |
|  | Calyptomena (Aziatische groene breedbekken) |
|  |                                             |

|  | Philepittidae (Asities)                 |
|  |                                         |
|  | Eurylaimidae (Breedbekken en hapvogels) |
|  |                                         |

| Calyptomenidae | \| \| Smithornis (Afrikaanse breedbekken) \| \| \| \| \| \| Calyptomena (Aziatische groene breedbekken) \| \| \| \| |
|                | \| \| Smithornis (Afrikaanse breedbekken) \| \| \| \| \| \| Calyptomena (Aziatische groene breedbekken) \| \| \| \| |
|                | Pittidae (Pitta's)                                                                                                  |
|                | |
|                | Smithornis (Afrikaanse breedbekken)                                                                                 |
|                | |
|                | Calyptomena (Aziatische groene breedbekken)                                                                         |
|                | |

|  | Smithornis (Afrikaanse breedbekken)         |
|  |                                             |
|  | Calyptomena (Aziatische groene breedbekken) |
|  |                                             |

Acanthisittidae (Rotswinterkoningen) · Acanthizidae (Australische zangers) · Acrocephalidae (Rietzangers) · Aegithalidae (Staartmezen) · Aegithinidae (Iora's) · Alaudidae (Leeuweriken) · Alcippeidae (Alcippes) · Artamidae (Spitsvogels) ·  Atrichornithidae (Doornkruipers) · Bernieridae (Madagaskarzangers) · Bombycillidae (Pestvogels) · Buphagidae (Ossenpikkers) · Calcariidae (IJsgorzen) · Callaeidae (Nieuw-Zeelandse lelvogels) · Calyptomenidae (Afrikaanse breedbekken) · Calyptophilidae (Tapuittangaren) · Campephagidae (Rupsvogels) · Cardinalidae (Kardinaalachtigen) · Certhiidae (Echte boomkruipers) · Cettiidae (Struikzangers) · Chaetopidae (Rotsspringers) · Chloropseidae (Bladvogels) · Cinclidae (Waterspreeuwen) · Cinclosomatidae (Kwartellijsters) · Cisticolidae (Graszangers) · Climacteridae (Australische kruipers) · Cnemophilidae (Satijnvogels) · Conopophagidae (Muggeneters) · Corcoracidae (Slijknestkraaien) · Corvidae (Kraaien) · Cotingidae (Cotinga's) · Dasyornithidae (Borstelvogels) · Dicaeidae (Bastaardhoningvogels) · Dicruridae (Drongo's) · Donacobiidae (Zwartkopdonacobius) · Dulidae (Palmtapuiten) · Elachuridae (Elachura) · Emberizidae (Gorzen) · Erythrocercidae (Elfmonarchen) · Estrildidae (Prachtvinken) · Eulacestomatidae (Leldikkop) · Eupetidae (Ralbabbelaars) · Eurylaimidae (Breedbekken en hapvogels) · Falcunculidae (Harlekijndikkoppen) · Formicariidae (Mierlijsters) · Fringillidae (Vinkachtigen) · Furnariidae (Ovenvogels) · Grallariidae (Mierpitta's) · Hirundinidae (Zwaluwen) · Hyliidae (Hylia's) · Hyliotidae (Hyliota's) · Hylocitreidae (Bessendikkop) · Hypocoliidae (Zijdestaarten) · Icteridae (Troepialen) · Icteriidae (Geelborstzanger) · Ifritidae (Ifrita) · Irenidae (Irena's) · Laniidae (Klauwieren) · Leiothrichidae (Babbelaars) · Locustellidae (Sprinkhaanzangers) · Machaerirhynchidae (Bootsnavels) · Macrosphenidae (Afrikaanse zangers) · Malaconotidae (Bosklauwieren) · Maluridae (Elfjes)    · Melampittidae (Paradijspitta's) · Melanocharitidae (Bessenpikkers) · Melanopareiidae (Maansluipers) · Meliphagidae (Honingeters) · Menuridae (Liervogels) · Mimidae (Spotlijsters) · Mitrospingidae (Mitrospingustangaren) · Modulatricidae (Vlekkeellijsters) · Mohoidae (O'o's) · Mohouidae (Mohoua's) · Monarchidae (Monarchen) · Motacillidae (Kwikstaarten en piepers) · Muscicapidae (Vliegenvangers) · Nectariniidae (Honingzuigers) · Neosittidae (Boomlopers) · Nesospingidae (Puertoricaanse tangare) ·  Nicatoridae (Nicators) · Notiomystidae (Hihi) · Oreoicidae (Oreoica's) · Oriolidae (Wielewalen en vijgvogels) · Orthonychidae (Stronklopers) · Pachycephalidae (Dikkoppen en fluiters) · Panuridae (Baardmannetje) · Paradisaeidae (Paradijsvogels) · Paradoxornithidae (Diksnavelmezen) · Paramythiidae (Prachtbessenpikkers) · Pardalotidae (Diamantvogels) · Paridae (Mezen) · Parulidae (Amerikaanse zangers) · Passerellidae (Amerikaanse gorzen) · Passeridae (Mussen) · Pellorneidae (Grondtimalia's) · Petroicidae (Australische vliegenvangers) · Peucedramidae (Oranjekopzanger) · Phaenicophilidae (Hispaniolatangaren) · Philepittidae (Asities) · Phylloscopidae (Boszangers) · Picathartidae (Kaalkopkraaien) · Pipridae (Manakins) · Pittidae (Pitta's) · Pityriasidae (Borstelkop) · Platylophidae (Maleise kuifgaai) · Platysteiridae (Lelvliegenvangers) · Ploceidae (Wevers en verwanten) · Pnoepygidae (Pnoepyga's) · Polioptilidae (Muggenvangers) · Pomatostomidae (Australaziatische babbelaars) · Promeropidae (Afrikaanse suikervogels) · Prunellidae (Heggenmussen) · Psophodidae (Zwiepfluiters) · Ptiliogonatidae (Zijdevliegenvangers) · Ptilonorhynchidae (Prieelvogels) · Pycnonotidae (Buulbuuls) · Regulidae (Goudhaantjes) · Remizidae (Buidelmezen) · Rhagologidae (Geschubde dikkop) · Rhinocryptidae (Tapaculo's) · Rhipiduridae (Waaierstaarten) · Rhodinocichlidae (Troepiaaltangare) · Salpornithidae (Gevlekte boomkruipers) · Sapayoidae (Breedbekmanakin) · Scotocercidae (Maquiszanger) · Sittidae (Boomklevers) · Spindalidae (Spindalissen) · Stenostiridae (Elfvliegenvangers) · Sturnidae (Spreeuwen) · Sylviidae (Grasmussen) · Teretistridae (Cubaanse zangers) · Thamnophilidae (Miervogels) · Thraupidae (Tangaren) · Tichodromidae (Rotskruiper) · Timaliidae (Timalia's) · Tityridae (Tityra's) · Troglodytidae (Winterkoningen) · Turdidae (Lijsters) · Tyrannidae (Tirannen) · Urocynchramidae (Przewalski's roodmus) · Vangidae (Vanga's) · Viduidae (Wida's) · Vireonidae (Vireo's) · Zeledoniidae (Zeledonia) · Zosteropidae (Brilvogels)